# James Law
Pour les articles homonymes, voir Law.
Pour les autres membres de la famille, voir Law de Lauriston.
James Law (vers 1560 - 12 novembre 1632, Glasgow), est un prélat écossais, évêque des Orcades, puis archevêque de Glasgow.

## Biographie
Il suit ses études à l'université de St Andrews.
Il est évêque des Orcades de 1605 à 1615, puis archevêque de Glasgow de 1615 à 1632.
Il est l'ancêtre de John Law de Lauriston.

## Sources
- Law, James, in "Dictionary of National Biography", 1885–1900.